# 스페인 U-19 축구 국가대표팀
스페인 U-19 축구 국가대표팀(스페인어: selección de fútbol sub-19 de España)은 스페인을 대표하는 19세 이하의 축구 국가대표팀으로, 스페인의 축구 관리 기관인 스페인 왕립 축구 연맹의 관리를 받는다. UEFA U-19 축구 선수권 대회에 13번 참가해 8번의 우승을 차지했다.

## 역대 감독
| 감독            | 임기        |
| --------------- | ----------- |
| 루이스 미야     | 2008 ~ 2010 |
| 훌렌 로페테기   | 2010 ~ 2013 |
| 산티아고 데니아 | 2018 ~ 2022 |